# Ulachan-Tirechtjach
L'Ulachan-Tirechtjach (in russo Улахан-Тирехтях?) è un fiume della Russia siberiana orientale, affluente di sinistra del Džardžan (bacino idrografico della Lena).
Nasce e scorre nel versante occidentale della catena montuosa dei monti di Verchojansk, dalla sezione chiamata monti del Džardžan; sfocia nel fiume Džardžan a 11 km dalla foce. Il maggiore affluente è il fiume Kyra-Tirechtjach (74 km), proveniente dalla destra idrografica.
Come tutti gli altri fiumi della zona, è gelato, mediamente, nel periodo fra la metà di ottobre e la fine di maggio.